# Jukka Koskinen (piłkarz)
Jukka Koskinen (ur. 29 listopada 1972 w Lahti) – fiński piłkarz występujący na pozycji obrońcy.

## Kariera klubowa
Koskinen karierę rozpoczynał w 1989 roku w pierwszoligowym zespole Reipas. Występował tam przez dwa sezony, a potem odszedł do drugoligowej drużyny MyPa. W sezonie 1991 awansował z nią do pierwszej ligi. W sezonach 1992 oraz 1995 wywalczył z zespołem Puchar Finlandii, zaś w sezonach 1993, 1994, 1995 oraz 1996 wicemistrzostwo Finlandii.
W 1997 roku Koskinen przeszedł do holenderskiego Willem II Tilburg. W Eredivisie zadebiutował 23 sierpnia 1997 w przegranym 1:3 meczu z De Graafschap, a 15 listopada 1997 w wygranym 3:1 spotkaniu z FC Twente strzelił swojego jedynego gola w Eredivisie. Graczem Willem II był przez dwa sezony.
W 1999 roku Koskinen przeszedł do południowokoreańskiego Anyang LG Cheetahs. Spędził tam sezon 1999, a potem wrócił do Finlandii gdzie został graczem Haki. W sezonie 2000 zdobył z nią mistrzostwo Finlandii, a w sezonie 2002 Puchar Finlandii. W 2003 roku przeszedł do FC Lahti, gdzie w 2005 roku zakończył karierę.

## Kariera reprezentacyjna
W reprezentacji Finlandii Koskinen zadebiutował 15 listopada 1995 w przegranym 1:3 meczu eliminacji Mistrzostw Europy 1996 z Rosją. 13 lutego 1996 w zremisowanym 1:1 towarzyskim pojedynku z Rumunią strzelił swojego jedynego gola w kadrze. W latach 1995–1998 w drużynie narodowej rozegrał 17 spotkań.